# Министерство транспорта и телекоммуникаций Чили
Министерство транспорта и телекоммуникаций Чили (исп. Ministerio de Transportes y Telecomunicaciones) отвечает за планирование, руководство, координацию, выполнение, контроль и информирование транспортной политики, сформулированной президентом Чили. Центральный офис находится в Сантьяго. Министерству подчинен комитет гражданской авиации. 
С 11 марта 2018 года министерство возглавляет Глория Хутт Нессе. 